# Maesobotrya
Maesobotrya  es un género de plantas con flores perteneciente a la familia Phyllanthaceae, aunque a menudo incluido en los Euphorbiaceae. Consiste en 18 especies aceptadas de las 40 descritas.
Es un género de distribución limitada a África ecuatorial, desde el sur de Sudán hasta Uganda y Gabón, y quizá Madagascar

## Especies
- Maesobotrya barteri (Baill.) Hutch. in D.Oliver & auct. suc. (eds.), Fl. Trop. Afr. 6(1): 669 (1912).
- Maesobotrya bertramiana Büttner, Verh. Bot. Vereins Prov. Brandenburg 31: 93 (1889).
- Maesobotrya bipindensis (Pax) Hutch. in D.Oliver & auct. suc. (eds.), Fl. Trop. Afr. 6(1): 667 (1912).
- Maesobotrya cordulata J.Léonard, Bull. Jard. Bot. État 17: 259 (1945).
- Maesobotrya fallax Pax & K.Hoffm. in H.G.A.Engler, Pflanzenr., IV, 147, XV: 23 (1922).
- Maesobotrya floribunda Benth., Hooker's Icon. Pl. 13: t. 1296 (1879) - Especie  tipo
- Maesobotrya glabrata (Hutch.) Exell, Bull. Inst. Franç. Afrique Noire 21: 465 (1959).
- Maesobotrya griffoniana (Baill.) Pierre ex Hutch. in D.Oliver & auct. suc. (eds.), Fl. Trop. Afr. 6(1): 669 (1912).
- Maesobotrya klaineana (Pierre) J.Léonard, Bull. Jard. Bot. Natl. Belg. 63: 14 (1994).
- Maesobotrya longipes (Pax) Hutch. in D.Oliver & auct. suc. (eds.), Fl. Trop. Afr. 6(1): 670 (1912).
- Maesobotrya pauciflora Pax, Bot. Jahrb. Syst. 33: 281 (1903).
- Maesobotrya pierlotii J.Léonard, Bull. Jard. Bot. Natl. Belg. 63: 39 (1994).
- Maesobotrya purseglovei Verdc., Kew Bull. 7: 357 (1952).
- Maesobotrya pynaertii (De Wild.) Pax in H.G.A.Engler & C.G.O.Drude, Veg. Erde 9, III(2): 15 (1921).
- Maesobotrya scariosa Pax in H.G.A.Engler & C.G.O.Drude, Veg. Erde 9, III(2): 15 (1921).
- Maesobotrya staudtii (Pax) Hutch. in D.Oliver & auct. suc. (eds.), Fl. Trop. Afr. 6(1): 668 (1912).
- Maesobotrya vermeulenii (De Wild.) J.Léonard, Bull. Jard. Bot. Natl. Belg. 63: 51 (1994).
- Maesobotrya villosa (J.Léonard) J.Léonard, Bull. Jard. Bot. Natl. Belg. 63: 60 (1994).

## Sinónimo
- Staphysora Pierre